# Sulfur d'hidrogen
El sulfur d'hidrogen és un compost químic de fórmula química H2S. És un gas incolor i molt verinós amb una típica olor d'ous podrits a concentracions inferiors a 100 parts per milió. Les seves dissolucions aquoses s'anomenen àcid sulfhídric. Sovint es forma com a resultat de la degradació bacteriana de la matèria orgànica en absència d'oxigen com passa en els pantans, clavegueres (digestió anaeròbica). També es presenta en gasos volcànics, el gas natural i algunes aigües subterrànies (fonts pudes, pudoses o pudents). El cos humà en produeix petites quantitats i es fa servir com molècules senyalitzadores.
Es creu que el sulfur d'hidrogen ha intervingut en l'origen de la vida a la Terra. D'altra banda, també es pensa que la seva presència en l'atmosfera ha tingut un gran paper en les extincions massives del Permià-Triàsic fa uns 252 milions d'anys.

## Propietats
És un gas més pesant que l'aire; una mescla de H2S i aire és explosiva. Cremant a una flama blava amb oxigen es forma diòxid de sofre SO2 i aigua. En general, el sulfur d'hidrogen és un agent reductor. Es converteix habitualment aquest gas en sofre elemental a través del procés de Claus, fent reaccionar diòxid de sofre i àcid sulfhídric. És un àcid feble en solució aquosa. Pot actuar amb càrrega positiva o negativa (+1 o -1). Quan un hidrogen es combina amb un metall, actua amb càrrega positiva i si l'hidrogen es combina amb un no-metall (com el sofre) el grau d'oxidació és el negatiu. El sofre només té un grau d'oxidació negatiu (-2), per tant, quan intercanvien les seves valències la fórmula queda H₂S. El sulfur d'hidrogen reacciona amb els ions metàl·lics formant sulfurs. Quan reacciona amb alcohols forma tiols

## Obtenció
El sulfur d'hidrogen s'obté normalment aïllant-lo del gas natural amb alt contingut de H2S. També es pot obtenir per processos industrials fent reaccionar gas d'hidrogen amb sofre natiu molt a uns 450 °C. Els bacteris sulfat-reductors generen suficient energia en condicions de poc oxigen fent servir els sulfats.

## Jaciments
Petites quantitats de sulfur d'hidrogen es troben en el petroli cru, però el gas natural en pot tenir més del 90%. Els volcans i algunes fonts termals i altres emeten H2S, que probablement s'ha originat per la via de la hidròlisi de minerals sulfurats, és a dir MS + H2O → MO + H2S. L'activitat humana provoca emissions fonamentalment en refineries de petroli. Altres fonts humanes són els forns de coc, papereres que usin el mètode dels sulfats i adoberies de la pell. El H2S surt gairebé sempre quan hi ha un contacte entre el sofre natiu i la matèria orgànica, especialment a altes temperatures.

## Usos
Tradicionalment, s'ha fet servir en la química analítica en anàlisis inorgàniques qualitatives dels ions de metall. S'ha de treure dels gasos combustibles i això es fa de diverses maneres com la de reaccionar amb òxid de ferro i la hidrodesulfurització.

## Toxicitat
El sulfur d'hidrogen és molt tòxic, inflamable i explosiu. Essent més pesant que l'aire tendeix a acumular-se al fons dels espais poc ventilats i encara que al principi aquest gas és picant després ja no es nota i pot agafar les seves víctimes desprevingudes.
És un verí d'ampli espectre que afecta principalment a nivell del sistema nerviós. La seva toxicitat és comparable a la del cianur d'hidrogen. Forma un enllaç complex amb el ferro dins els mitocondris i evita la respiració cel·lular. Dins el cos es troba de manera natural on per oxidació es converteix en sulfat inofensiu.

## Metabolisme
Dins el cos té diverses funcions de comunicació cel·lular. Aquest gas es produeix a partir de la cisteïna per enzims. Actua relaxant músculs i de vasodilatador i també és actiu al cervell, on està implicat en la formació de la memòria. En l'erecció del penis igual que l'àcid nítric, el sulfur d'hidrogen està implicat en el relaxament del múscul que causa l'erecció, potencialment pot ser terapèutic en la disfunció erèctil.
Eventualment aquest gas es transforma en sulfit als mitocondris i el sulfit s'oxida a tiosulfat i sulfat per l'enzim sulfit oxidasa. Els sulfats s'excreten per l'orina.
Es reconeix el paper del sulfur d'hidrogen com un potencial protector de les malalties del cor. L'efecte cardioprotector de l'all el causa el catabolisme del grup polisulfits a H2S.
En l'Alzheimer la concentració de sulfur d'hidrogen al cervell està severament reduïda. En la síndrome de Down per trisomia 21 el cos produeix un excés de sulfur d'hidrogen.

## Participació en el cicle del sofre
El sulfur d'hidrogen té un paper central en el cicle del sofre a la Terra. En absència d'oxigen els bacteris reductors del sofre deriven energia de l'oxidació de l'hidrogen per reduir el sofre elemental a sulfat o sulfur d'hidrogen. Altres bacteris alliberen sulfur d'hidrogen d'aminoàcids que contenen sofre i fan olor d'ous podrits i contribueixen a la pudor de les flatulències.

## Galeria d'imatges

Estructura química de l'àcid sulfhídric
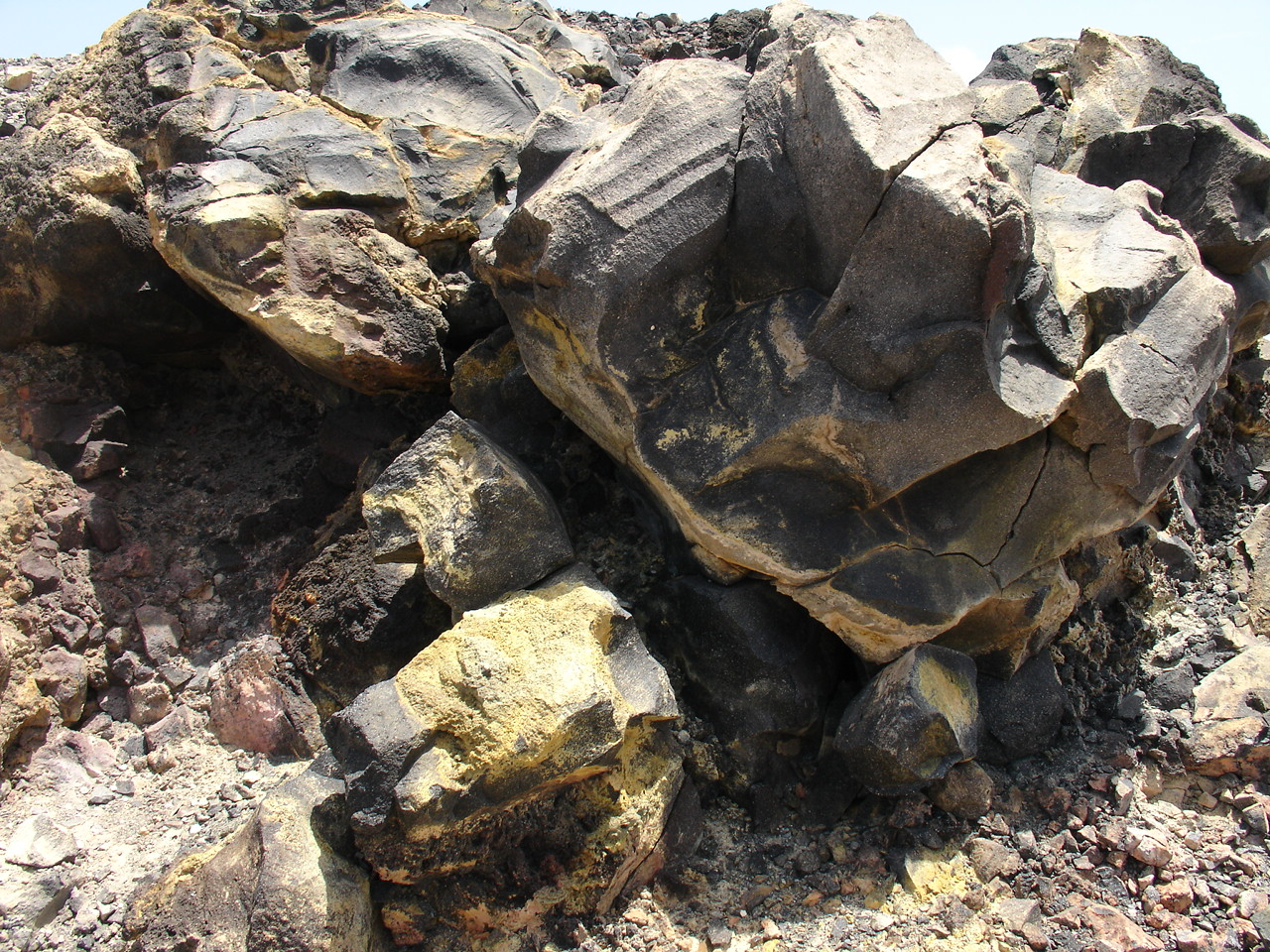
Dipòsit de sofre en una roca causat per gasos volcànics